# Donald H. Peterson
Donald Herod Peterson, född 22 oktober 1933 i Winona i Mississippi, död 27 maj 2018 i Webster i Texas, var en amerikansk astronaut uttagen i astronautgrupp 7 den 14 augusti 1969.

## Rymdfärder
- STS-6